# Young Money Entertainment
Young Money Entertainment – amerykańska wytwórnia muzyczna, założona przez rapera Lil'a Wayne'a w 2005 roku, a dystrybuowana przez Republic Records.

## Historia

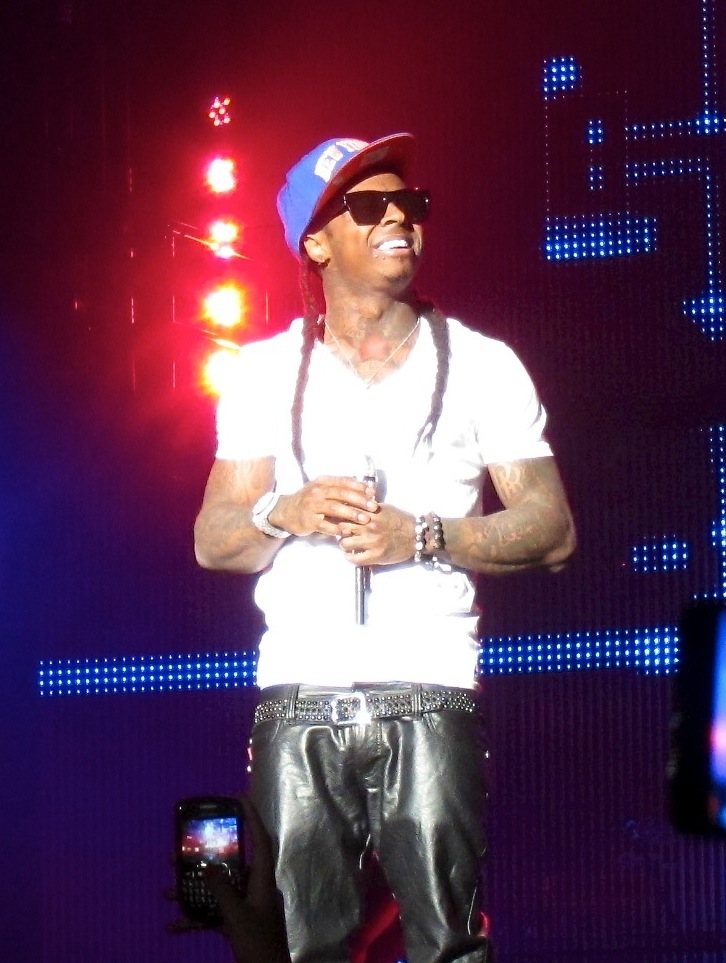
Założyciel wytwórni –
Lil Wayne.

W wywiadzie dla magazynu Vibe z października 2007 roku Lil Wayne przyznał, że zrezygnował z funkcji prezydenta Young Money Entertainment, powierzając ją Cortezowi Bryantowi. Aktualnym prezydentem wytwórni jest Mack Maine.
Aby promować album kompilacyjny We Are Young Money, wydany 21 grudnia 2009 roku, artyści Young Money wyruszyli w trasę koncertową Young Money Tour.
Czterech artystów Young Money Entertainment umieściło swoje albumy na liście dziesięciu najlepiej sprzedających się artystów hip hopowych pierwszej połowy 2010 roku; byli wśród nich: Drake z Thank Me Later, Lil Wayne z Rebirth, Young Money z We Are Young Money oraz Drake z So Far Gone.
Young Money Entertainment jest wytwórnią powiązaną z Cash Money Records. 
21 maja 2013 roku został wydany następny album wytwórni pt. Rich Gang. Pierwszy singel zatytułowany "Tapout" z udziałem Lil Wayne'a, Future, Macka Maine'a oraz Nicki Minaj został wydany 12 marca 2013 roku.
11 marca 2014 r. ukazała się kolejna kompilacja pt. Rise of an Empire. Tego samego dnia ukazał się singel "We Alright" w którym wystąpili Lil Wayne, Birdman i Euro.

## Artyści
- Lil Wayne[8]
- Drake[8]
- Mack Maine[8]
- Nicki Minaj[8][9]
- Tyga[8]
- Gudda Gudda[8]
- Lloyd[8]
- Jae Millz[8]
- Lil Chuckee[8]
- Lil Twist[8]
- Shanell[8]
- T-Streetz[8]
- Cory Gunz[8]
- Millz[8]